# Айгерім Жексембінова
Айгерім Жексембінова (5 вересня 1993) — казахська синхронна плавчиня.
Учасниця Олімпійських Ігор 2012 року.
Призерка Азійських ігор 2010 року.